# Ipswich
Ipswich je hlavní město anglického hrabství Suffolk. Leží na řece Orwell a žije v něm 290 tisíc lidí.
Ipswich je střediskem zemědělské oblasti, nejdůležitějším průmyslem je potravinářský. Do roku 1987 zde vyráběla  zemědělské stroje továrna Ransomes, Sims & Jefferies. Ve městě sídlí vysoká škola University Campus Suffolk a rozhlasová stanice BBC Radio Suffolk.

## Osobnosti
V Ipswichi se narodil kardinál Thomas Wolsey, spisovatelka Clara Reevová, herci Ralph Fiennes a Sam Claflin nebo  divadelní režisér Trevor Nunn. Z Ipswiche také pocházeli rodiče Geoffreyho Chaucera, on sám se ale narodil v Londýně. Ze známých osobností, které ve městě žily a pracovaly, může být zmíněn Charles Dickens, Thomas Gainsborough, Horatio Nelson, William Lawrence Bragg, český básník Ivan Blatný nebo fotbalista Alf Ramsey. Za účasti představitelů města a českého velvyslance ve Velké Británii Libora Sečky byla  dne 10. září 2020 v Ipswichi po Ivanu Blatném slavnostně pojmenována jedna z ulic. Jedná se o ulici v místech, kde se nacházel psychiatrický ústav, v němž český básník strávil devět let svého života.

## Sport
Fotbalový klub Ipswich Town FC, mistr Anglie z roku 1962 a vítěz Poháru UEFA 1981, hraje své zápasy na místním stadionu Portman Road.

## Události
Na podzim roku 2006 zabil v Ipswichi sériový vrah Steven Wright pět prostitutek. V únoru 2008 byl odsouzen k doživotnímu vězení.

## Partnerská města
Partnerským městem Ipswiche je francouzský Arras.